# 莱斯特维尔 (南达科他州)
莱斯特维尔（英語：Lesterville），是美国南达科他州下属的一座城市。根据2010年美国人口普查，该市有人口128人。论人口在本州排行第214。